# Strzeszyn (Poznań)

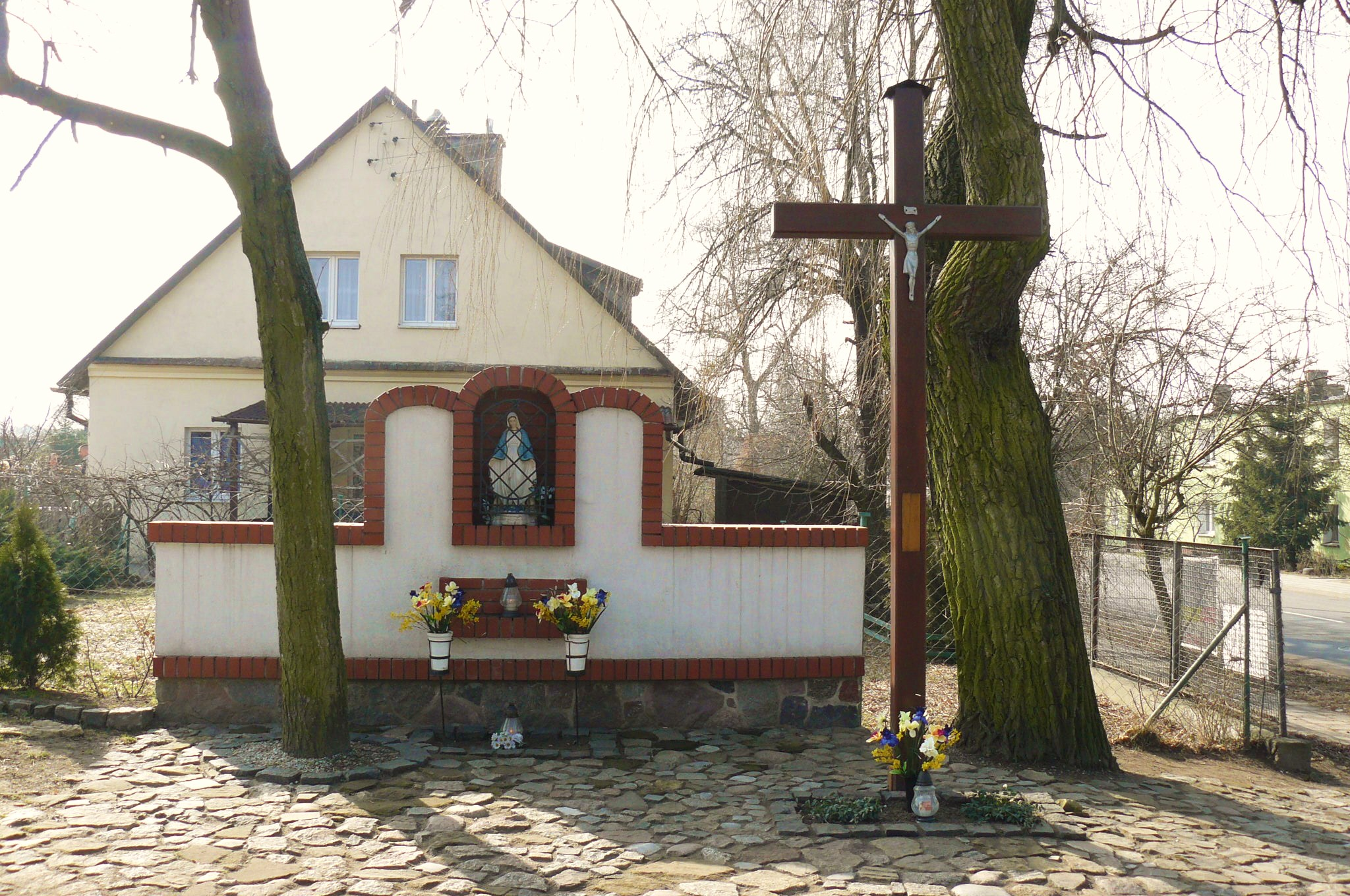
Krzyż przy ul. Wańkowicza, róg Biskupińskiej

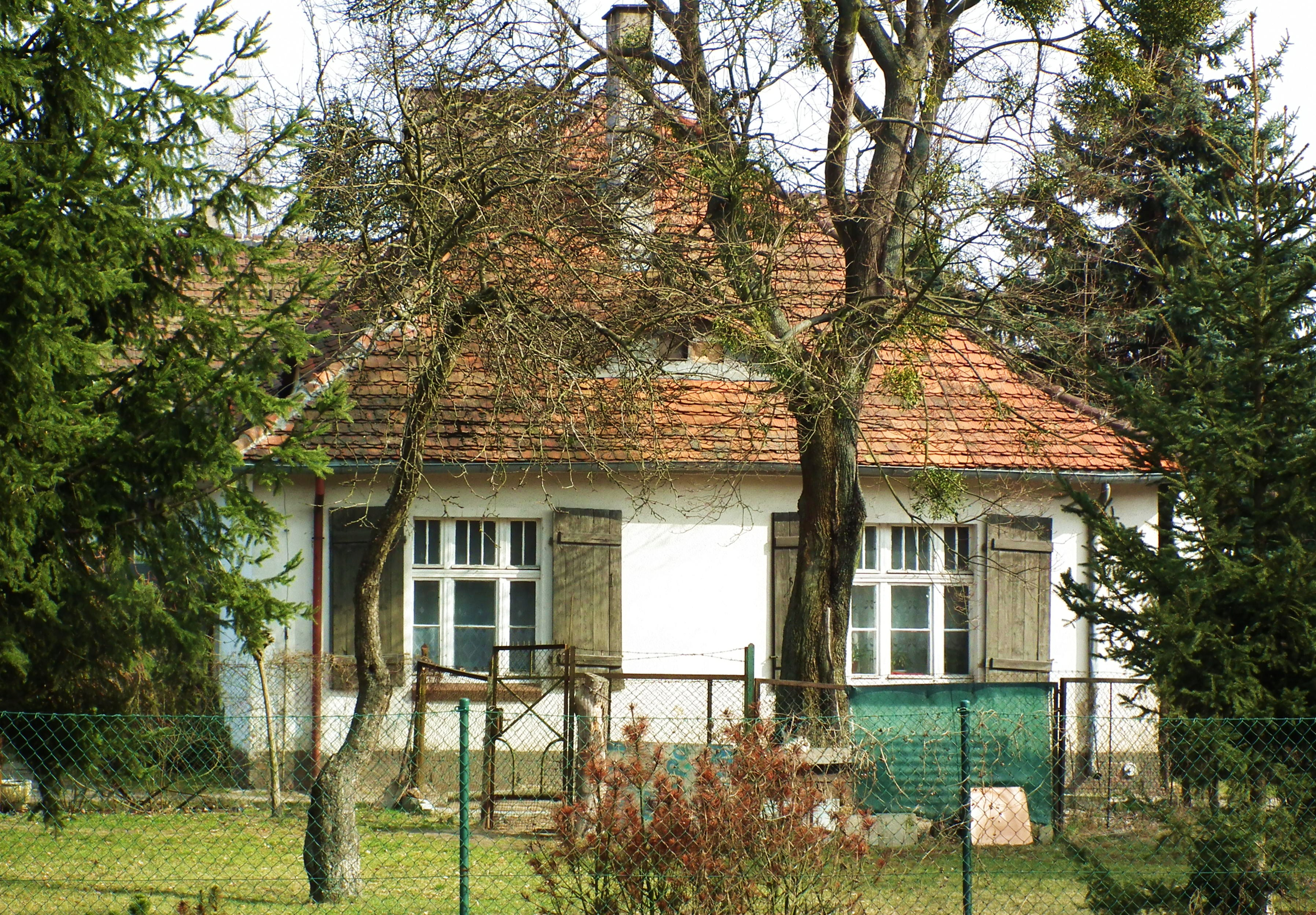
Pierwsza szkoła strzeszyńska (ul. Biskupińska)

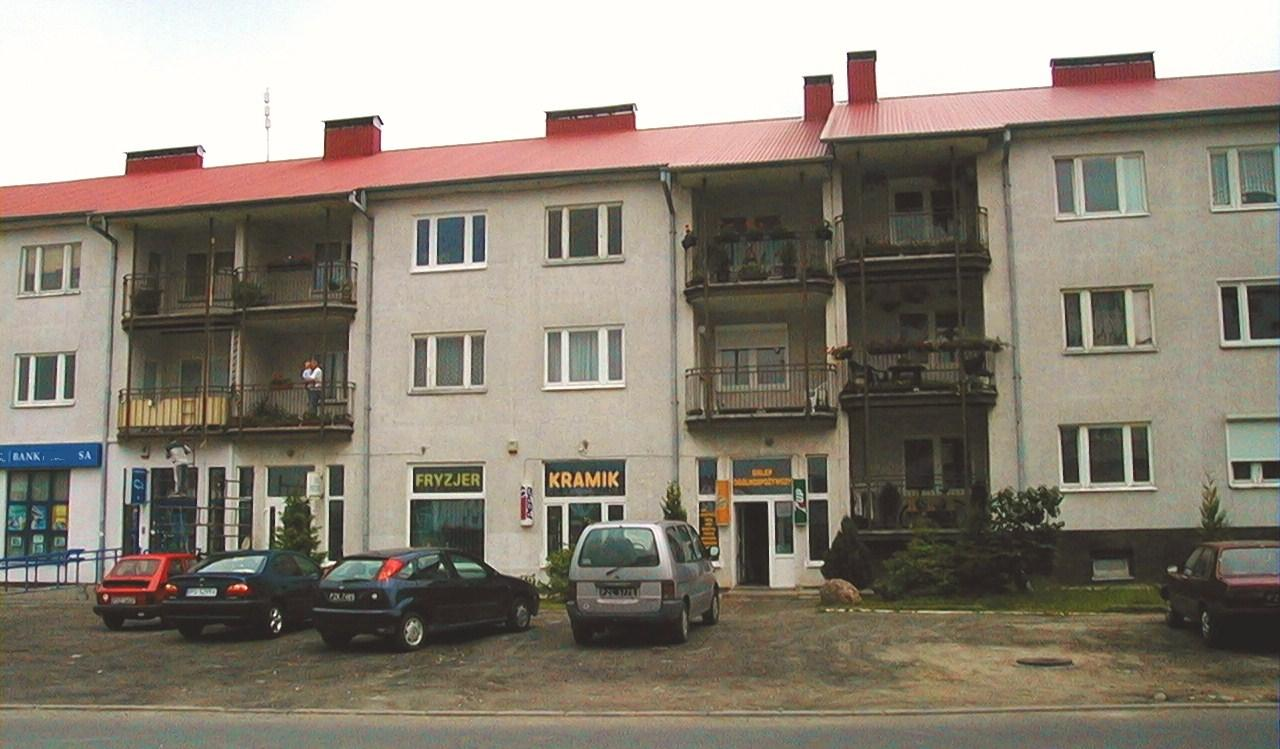
Ulica Literacka na Strzeszynie Greckim w 2002 roku

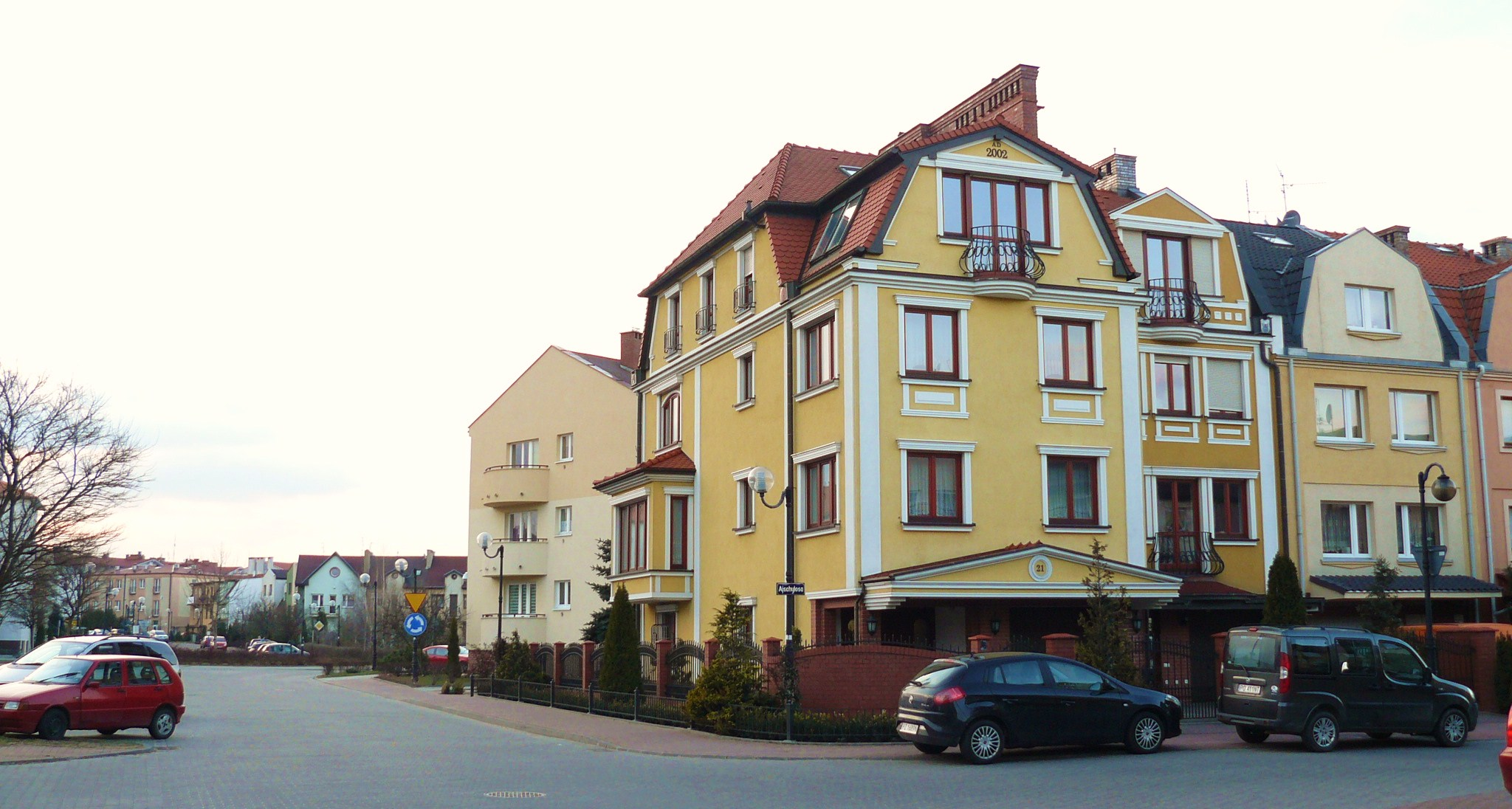
Narożnik ulicy Ajschylosa i Wergiliusza na Strzeszynie Greckim

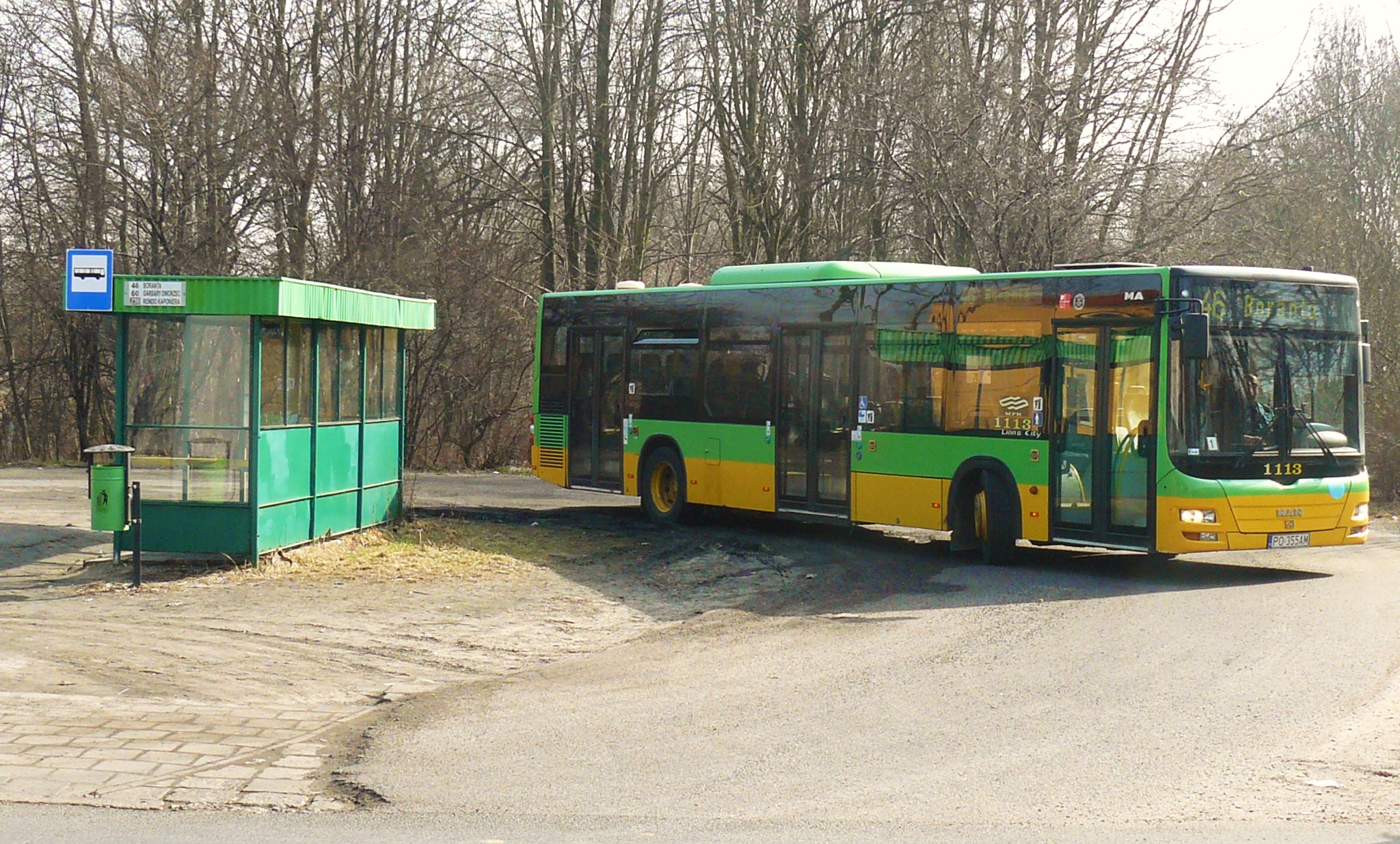
Pętla autobusu nr 60 Strzeszyn Stary

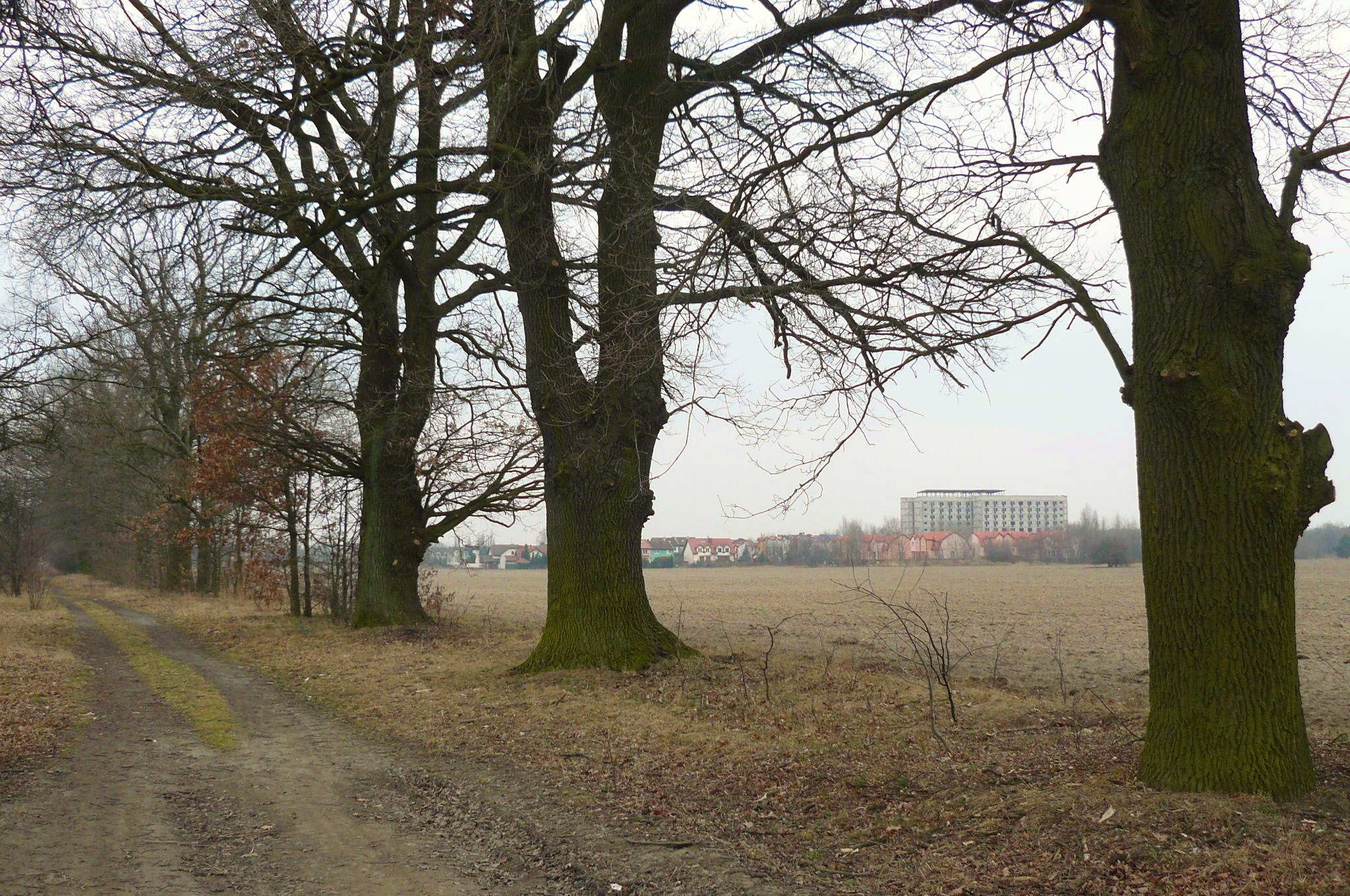
Ulica Jastrowska na Strzeszynie Starym, w tle Budomel

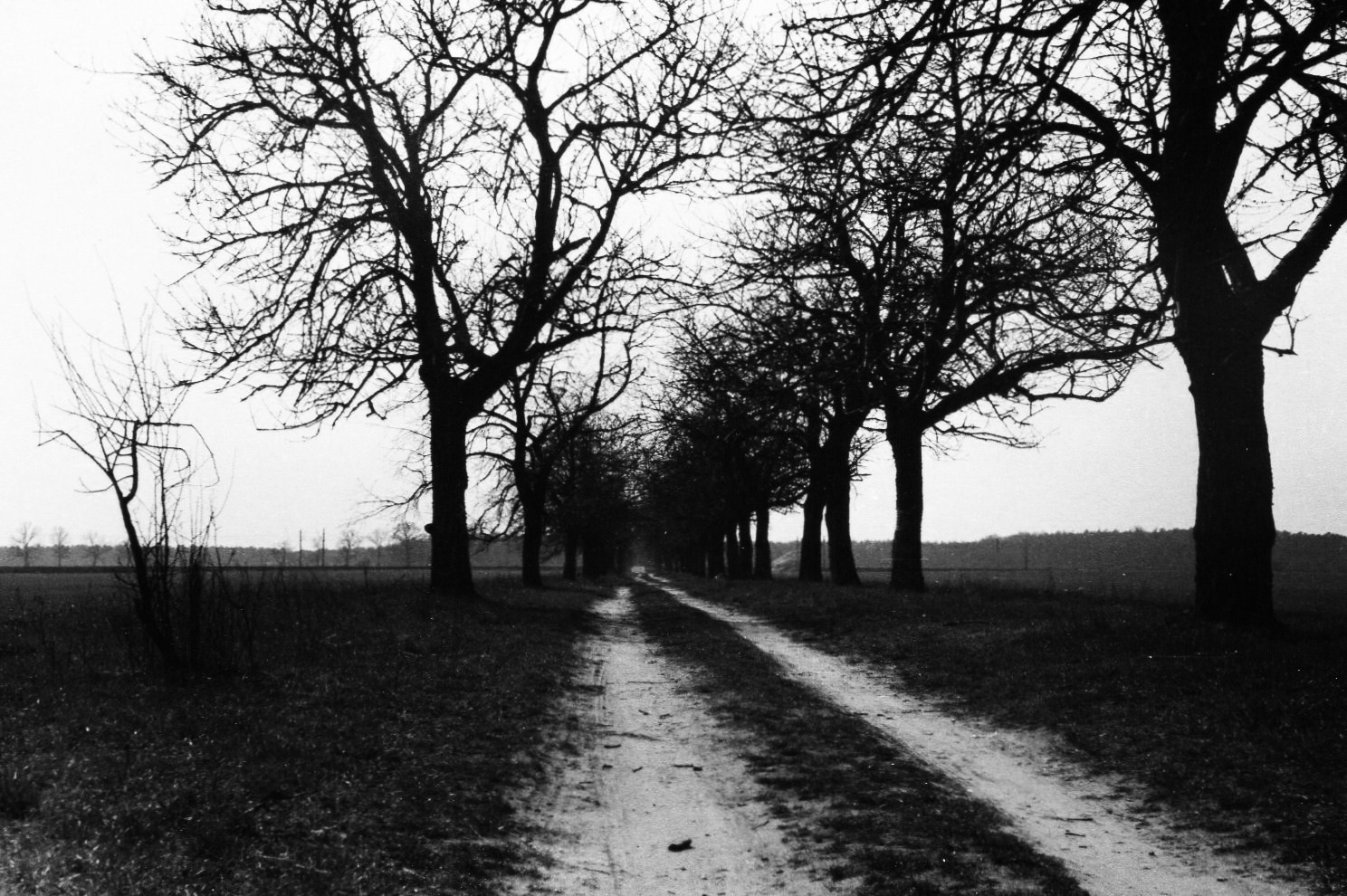
Ulica Wałecka na Strzeszynie Starym

Strzeszyn (niem. Sedan) – część miasta Poznania i osiedle administracyjne, w północno-zachodnim obszarze miasta.

## Położenie
Jego granice wytyczają linia kolejowa do Obornik Wielkopolskich (na niej znajduje się przystanek Poznań Strzeszyn), ul. Beskidzka i ul. Lutycka.
Wyróżnia się cztery części Strzeszyna:
- Strzeszyn Stary
- Literacki (od nazw ulic, których patronami są pisarze polscy, angielscy, francuscy, niemieccy i rosyjscy, a także ul. Literackiej), zwany też Parkowym
- Grecki (od patronów ulic, którymi są pisarze starożytnej Grecji i Rzymu)
- Osiedle Wojskowe

Południową część Strzeszyna zajmują lasy położone w dolinie Bogdanki (część golęcińskiego klina zieleni). Ponadto w północnej części tych lasów znajduje się położony nad Jeziorem Strzeszyńskim Strzeszynek, będący jednym z ośrodków wypoczynkowych Poznania. Pomnikiem przyrody jest aleja dębowo-jesionowa przy ul. Jastrowskiej.

## Komunikacja
Komunikację z pozostałą częścią miasta zapewniają dzienne linie autobusowe 124, 146, 160, 164, 168, 170, 835, 836, 837 oraz nocne 216, 226. Latem funkcjonuje także linia 195.

## Nazwa
Nazwa wywodzi się od imienia Strzesz, Strzeszo (skrócenia od Strzesława) albo od przezwiska Strzecha. Zapis nazwy przedstawiał się następująco: Strzeszino (1388), Streszino (1389), Stresino (1395), Streszino (1404), Strzeszyn (1791).

## Historia
Najstarsze ślady pobytu człowieka na terenie Strzeszyna sięgają III wieku p.n.e. (pozostałości cmentarzyska). Były to plemiona wędrowne. Osadnictwo stałe datować można od VII do IX wieku.
Dawna wieś szlachecka, po raz pierwszy była wzmiankowana w 1388 jako Strzeszyn magna (w tym samym roku zaistniała też nazwa Strzeszin parva dla Strzeszynka). Istniał tu młyn o jednym kole (tzw. korzeczny, czyli z korytkami na wodę) – w 1405 wymieniono w związku z nim Grzegorza Papieża (młynarza). Młyn został wspomniany jeszcze w 1536 i 1563. W 1521 miasto Poznań zawarło umowę z właścicielami Strzeszyna o dostawy wody dla miasta (z Bogdanki).
W XV–XVI wieku istniał tu kościół, a w XIX – gorzelnia, mleczarnia i cegielnia. W 1910 utworzono przystanek kolejowy Poznań Strzeszyn (budynek stacyjny rozebrano w 2013), a około 1914 – jednoklasową szkołę (teren pod jej budowę przekazał hrabia Feliks Przyłuski). Pod zaborem pruskim osada nosiła niemieckojęzyczną nazwę Sedan.
Majątek (folwark) przy ul. Biskupińskiej aż do 1939 pozostawał w rękach niemieckich (ostatnimi właścicielami była rodzina Maxa Jouanne’a z Klęki). Okupacyjny komisaryczny zarząd miejski postanowił wykupić te tereny – za milion marek nabyto ostatecznie 1000 hektarów, gorzelnię, lasy i jezioro Strzeszyńskie. Nakazano wówczas usunięcie historycznego krzyża, który przywrócono zaraz po wojnie.
W obręb miasta Poznania Strzeszyn został włączony w 1940. We wrześniu 1939 Niemcy zorganizowali w budynku szkolnym obóz dla Żydów oraz brytyjskich jeńców wojennych (od 1942 przetrzymywano tu również młode Żydówki, które wykorzystywano do prac przy zalesianiu okolicznych terenów i budowie dróg). W 1945 Armia Czerwona utworzyła w budynku szkolnym kwaterę dla żołnierzy wraz ze stajnią (nauka rozpoczęła się wkrótce potem – 10 lutego 1945). Przez kilka powojennych lat w centrum osiedla znajdowała się mogiła poległych w walkach o Poznań żołnierzy radzieckich, których ostatecznie przeniesiono na Cytadelę.
10 grudnia 1948 utworzono Instytut Mechanizacji i Elektryfikacji Rolnictwa (IMER) z siedzibą w Kłudzienku (Mazowsze). W 1957 przeniesiono go na teren przy ul. Biskupińskiej, gdzie na bazie starego folwarku funkcjonował PGR. Duża część mieszkańców Strzeszyna znalazła zatrudnienie w tej jednostce. W 2009 placówka zmieniła nazwę na Instytut Technologiczno-Przyrodniczy (połączenie z Instytutem Melioracji i Użytków Zielonych w Falentach).
Starsza zabudowa skupia się przy ulicy Biskupińskiej, której nazwę przyjęto w 1946 (niemiecka brzmiała Elsentaler Weg) dla uczczenia postaci prof. Józefa Kostrzewskiego, który w 1933 odkrył gród w Biskupinie, a zamieszkiwał w willi pod nr 1 z 1931, zaprojektowanej przez Marian Pospieszalskiego (1876–1952). Przy ulicy Biskupińskiej i przyległych dominuje budownictwo indywidualne, zapoczątkowane na dużą skalę w latach 70. XX wieku (do tego czasu istniała droga czołgowa prowadząca z Wyższej Szkoły Oficerskiej Wojsk Pancernych na poligon w Biedrusku). Plan zagospodarowania przestrzennego dzielnicy sporządził w latach 1986–1990 architekt Piotr Wicha (1946–2006) z Warszawy.
Szkoła w starym budynku została zlikwidowana w 1989 (przeniesiona do nowego gmachu przy ul. Druskiennickiej). W 1990 otwarto w jej miejscu schronisko młodzieżowe.
Obszar Strzeszyna w latach 1954–1990 należał do dzielnicy Jeżyce.
W 1992 utworzono jednostkę pomocniczą miasta Osiedle Strzeszyn. W 2010 przeprowadzono w Poznaniu reformę funkcjonalną jednostek pomocniczych i 1 stycznia 2011 zmieniono północno-zachodnią granicę osiedla Strzeszyn.
Teren ten jest rejonem miasta, w którym intensywnie rozwija się budownictwo mieszkaniowe – szeregowe i jednorodzinne. W czasach powstania osiedla (rozumianej jako jednostka pomocnicza samorządu terytorialnego), czyli w roku 1996 zamieszkiwało na całym Strzeszynie 1240 osób. W październiku 2009 mieszkało w obrębie całego Strzeszyna 5348 ludzi, a liczba ta będzie stopniowo nadal wzrastać, w miarę zasiedlania nowo powstałego osiedla wojskowego (docelowo 414 mieszkań) oraz rozwoju pozostałych części Strzeszyna, mających jeszcze spory potencjał. Przyrost liczby mieszkańców jest przede wszystkim efektem zasiedlania Strzeszyna Literackiego. Powstają tu inwestycje mieszkaniowe. Rozwojowi mieszkaniowemu osiedla towarzyszy rozwój usług i handlu – przede wszystkim w parterach domów mieszkalnych.
W XXI wieku największym problemem stała się komunikacja. Strzeszyn nie ma bezkolizyjnego połączenia z resztą miasta. Wjazd na Strzeszyn z każdej strony wymaga przejazdu przez tory kolejowe (Golęcin, Lutycka, Wola). Nie ma wiaduktów, a planowana szybka kolej miejska wydłuży czas oczekiwania na przejazdach. Drogi rowerowe z innych części miasta również nie docierają do osiedla.
W 2021, przy ul. Żołnierzy Wyklętych, ukończono budowę dużego, miejskiego Domu Pomocy Społecznej nr 1.

## Architektura

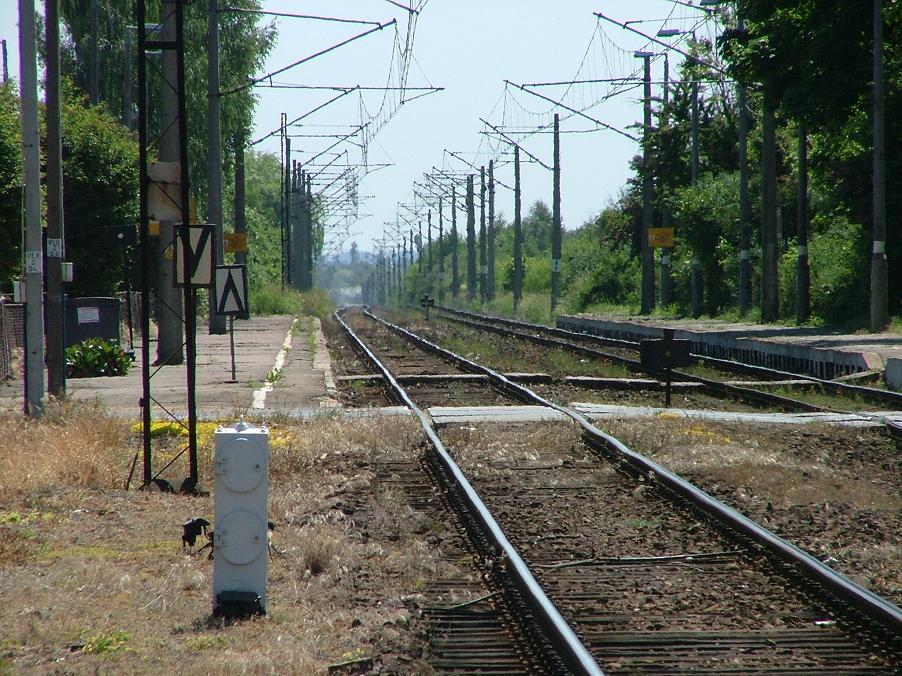
Stacja kolejowa Poznań–Strzeszyn

Na osiedlu Strzeszyn dominują domy wolnostojące jednorodzinne, szeregowce, wille, bliźniaki oraz bloki wielorodzinne.
Na Strzeszynie znajduje się opuszczony wieżowiec, tzw. Budomel, postawiony pod koniec lat 70. XX w., który z daleka dominuje nad okolicą. Miał być ośrodkiem szkolenia kadr rolniczych, ale nigdy nie został ukończony. Jego rozbiórka rozpoczęła się w 2021 roku.

## Parafie i miejsca kultu
Plany tworzenia parafii pw. św Ojca Pio z Pietrelciny sięgają 1999 roku, kiedy to przy wjeździe na osiedle przy ul. Literackiej stanął krzyż. Od tamtej pory przy krzyżu odprawiano nabożeństwa. Pierwsza msza, inaugurująca budowę nowej wspólnoty miała miejsce 14 września 2003 r., w święto Podwyższenia Krzyża Świętego. Obecnie przy ulicy Wańkowicza znajduje się kościół. Proboszczem parafii jest ks. Andrzej Herkt, wikariuszem jest ks. Łukasz Łukasik. Parafia liczy obecnie ok. 4900 wiernych (stan na październik 2013). Parafia obejmuje Strzeszyn Grecki, część Literackiego i osiedle wojskowe.
Strzeszyn Stary i część Literackiego należy do utworzonej w 2014 roku parafii pw. św. Moniki. Pierwszym proboszczem jest ks. Szczepan Łakomy.
Na terenie Strzeszyna stoją również trzy drewniane krzyże przydrożne: przy ul. Wańkowicza, na rogu Biskupińskiej (nieoznaczony żadnym napisem, w towarzystwie kapliczki Matki Boskiej); przy ul. Biskupińskiej, na rogu Beskidzkiej (sygnowany wyrytą datą 1947); przy ul. Literackiej, niedaleko ulicy Hezjoda. Przy skrzyżowaniu ulicy Puszkina i Wańkowicza znajduje się kapliczka maryjna. Na terenie przy kościele pw. św. ojca Pio z Pietrelciny również usytuowana jest kapliczka maryjna oraz figura św. Ojca Pio.

## Ludzie związani ze Strzeszynem
- Jan Kopydłowski – architekt
- Józef Kostrzewski – archeolog, profesor Uniwersytetu Poznańskiego
- Natalia Niemen – piosenkarka, najstarsza córka piosenkarza Czesława Niemena oraz modelki Małgorzaty Niemen
- Leon Przyłuski – w latach 1845–1865 prymas Polski i Litwy
- Andrzej Szczytko – aktor i reżyser
- Hanna Waligóra – działaczka oświatowa
- Józef Zych – polityk, w latach 1995–1997 marszałek Sejmu II kadencji[12]